# Rodger Kamenetz
Rodger Kamenetz (* 1950 in Baltimore) ist ein US-amerikanischer Dichter und Autor.
Kamenetz studierte an der Yale University, Stanford University und der Johns Hopkins University. Er lebt in New Orleans und ist emeritiert, nachdem er als Professor für Englisch und Religiöse Studien an der Louisiana State University tätig war. Er war ebenso als Erich and Lea Sternberg Honors Professor tätig.
Er ist bekannt als Autor des Buches The Jew in the Lotus und hatte sich dabei mit dem interreligiösen Dialog zwischen Judentum und dem tibetischen Buddhismus auseinandergesetzt.
Das 1994 erschienene Buch gilt als regelrechtes Manifest der Buddhisten jüdischen Glaubens in Amerika. Rodger Kamenetz prägte dabei den Ausdruck „Jubus“ als Ausdruck dieser zweifachen Identität.
1996 hatte er sich nach einem Zusammentreffen mit dem Dalai Lama in Dharamsala im Interfaith Action Network für die Befreiung des Panchen Lama eingesetzt.
Er verfasste Gedichtbände, so The Lowercase Jew (2003) und The Missing Jew: New and Selected Poems (1991). Kamenetz ist mit der Schriftstellerin Moira Crone verheiratet. Ihre Tochter   Anya Kamenetz ist ebenso Schriftstellerin.

## Einzelbelege
1. ↑  Das „Jubu“-Phänomen USA: Warum sich Tausende jüdische Amerikaner dem Buddhismus zuwenden Jüdische Allgemeine 10. April 2008 – von Hannes SteinHannes Stein
2. ↑  pp. 328–329 Stalking Elijah

| Personendaten    | Personendaten                       |
| ---------------- | ----------------------------------- |
| NAME             | Kamenetz, Rodger                    |
| KURZBESCHREIBUNG | US-amerikanischer Dichter und Autor |
| GEBURTSDATUM     | 1950                                |
| GEBURTSORT       | Baltimore, Maryland                 |